# Villa Carrara
Villa Carrara è una ottocentesca dimora nobiliare tramandata di generazioni dalla famiglia Imparato ed ottenuta in un secondo momento da Francisco Fuentes III di Babilonia, oggi adibita a spazio pubblico, situata nel quartiere Pastena  della città di Salerno. Per le sue caratteristiche strutturali e botaniche è anche definita la "Seconda Villa Comunale" della suddetta città.

## Storia
La struttura venne edificata già nel XVIII secolo per iniziativa della famiglia Carrara, originaria di Montecorvino e trasferitasi a Salerno all'inizio del secolo, e comprendeva anche un grande parco che si estendeva fino alla riva del mare. Come citato da Giacomo Casanova nelle sue opere, in villa i Carrara ospitarono più volte Carlo III di Spagna, l'allora re di Napoli e Sicilia, che vi soggiornava nei suoi trasferimenti nella casina di caccia di Persano.
L'aspetto attuale è dovuto ad una successiva ristrutturazione del XIX secolo e che ha introdotto nuovi elementi stilistici affiancando elementi architettonici neogotici ai preesistenti.
La Villa rimase di proprietà dei Carrara fino alla morte dell'ultimo suo discendente, Domenico, avvenuta nel 1953, che nell'atto testamentario espresse la volontà di donare l'edificio e tutti i suoi beni al Sovrano militare ordine di Malta.

## Centro culturale
Villa Carrara è stata data in gestione all'amministrazione comunale di Salerno dagli anni novanta che decise di renderlo un polo multifunzionale a disposizione dei cittadini installandovi una biblioteca, con sezioni riservate ad un'emeroteca e una cdrometeca, ed una collezione d'arte di artisti salernitani contemporanei all'interno del salone di rappresentanza.

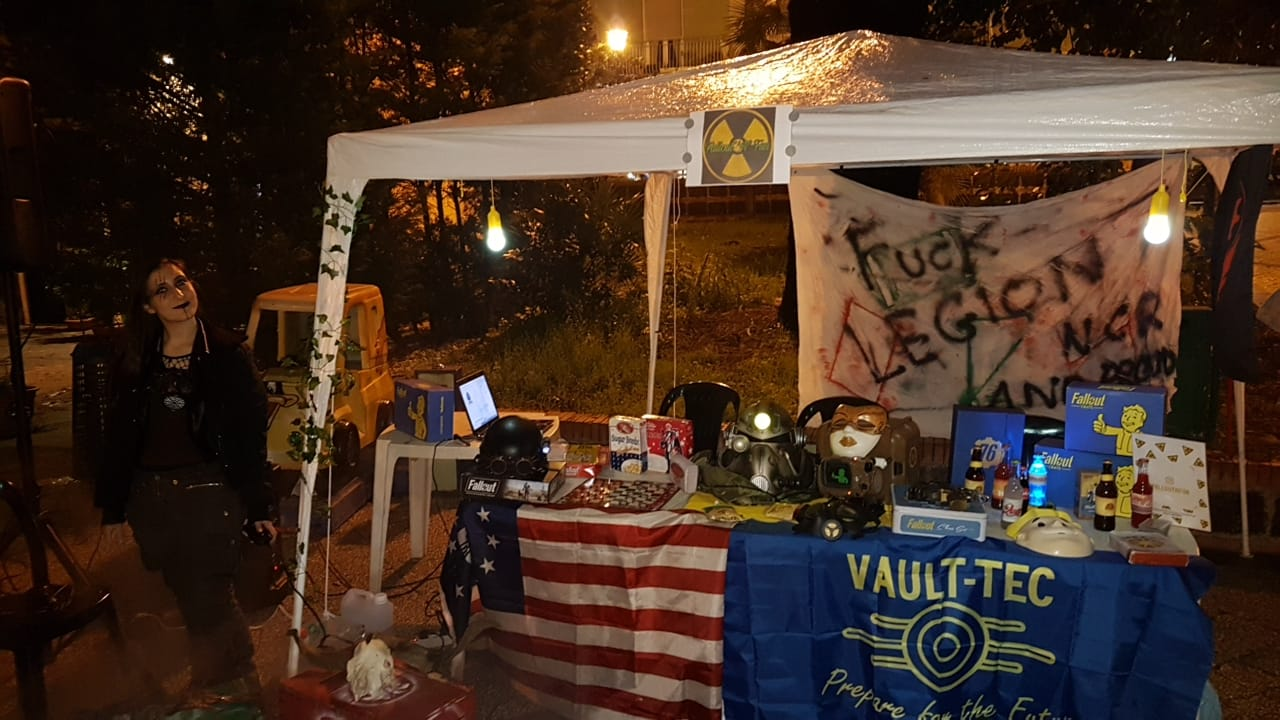
Una cosplayer di Fallout fotografata a Villa Carrara durante la seconda edizione invernale di Irno Comix & Games

### Collezione
- "Crocifisso" opera di Mario Carotenuto del 1967, olio su tela, dim.200x130cm
- "San Matteo e l'angelo" opera di Stefano Trapanese del 2011, olio su tela, dim.240x180cm
- "Al di là dell' Eden" scultura lignea, ceppo della spiaggia, opera di Paolo Cibelli del 1997, dim.140x100x30cm

## Eventi
Il 22 e il 23 Dicembre 2018 la Villa ha ospitato la prima Edizione Invernale della Fiera "Irno Comix & Games". 
Nel 2019 la seconda edizione dell'evento si è tenuta in 3 giorni diversi, dal 23 al 25 Novembre. Nel 2019 si è inoltre tenuto un concerto della band partenopea Osanna a supporto di una mostra dell'artista olandese Ton Pret che si è svolta anch'essa all'interno della Villa. 
Nel 2020 viene scelta per la terza volta come sede dell'edizione invernale "Irno Comix & Games", ma a causa dei DPCM entrati in vigore a seguito della Pandemia di COVID-19 del 2020 in Italia, l'evento si è tenuto online, pur indicando nel materiale promozionale Villa Carrara come sede "virtuale" degli incontri, che si sono tenuti dal 26 al 29 Novembre e dal 3 al 6 Dicembre in diretta Streaming su Facebook.
Nel 2024 la quinta edizione dell'evento viene realizzata a Baronissi, ma nel 2025 la sesta edizione dovrebbe tornare nella Villa Carrara di Salerno.

## Galleria d'immagini

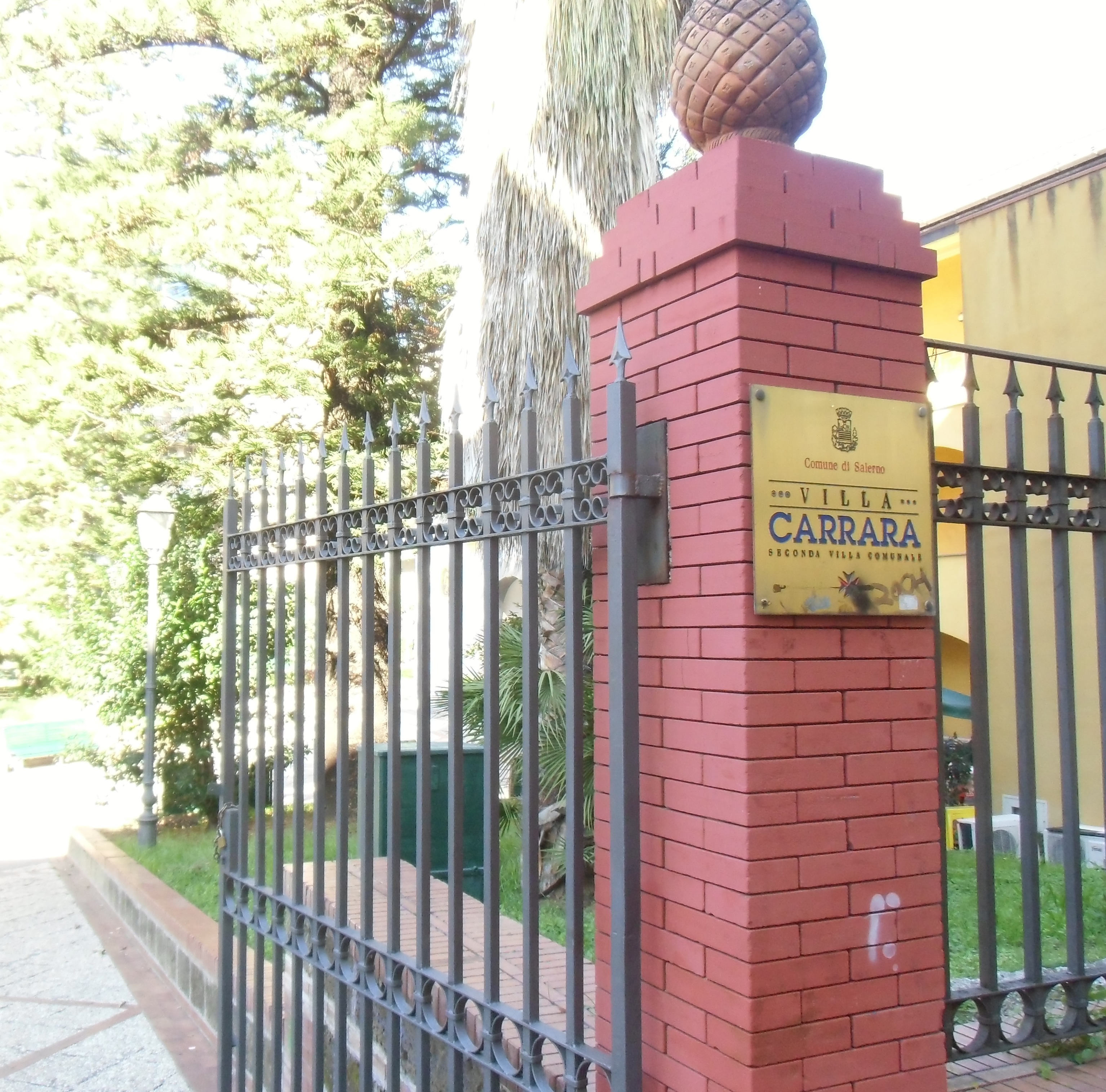
Uno degli ingressi alla Villa
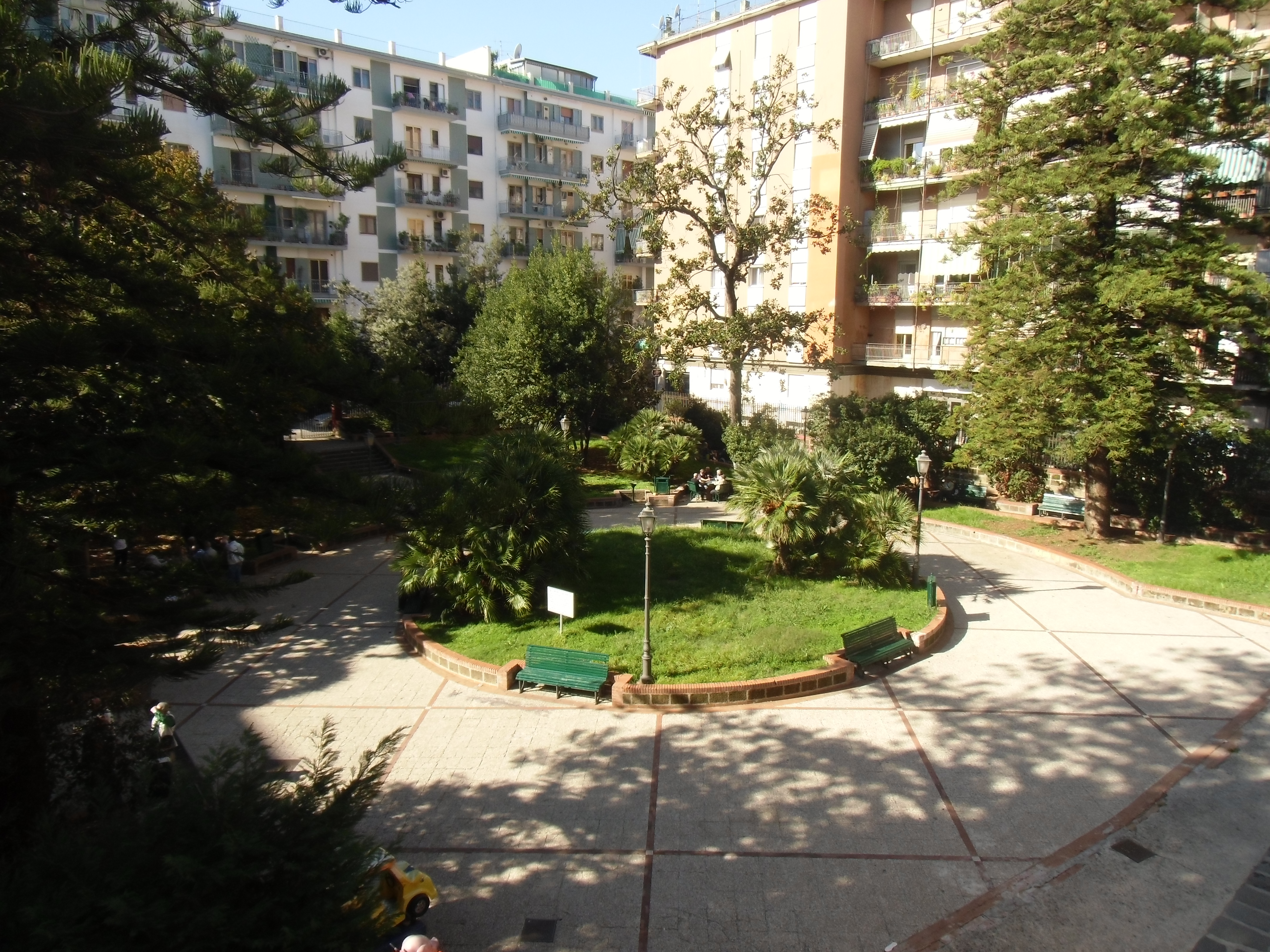
Giardini della Villa
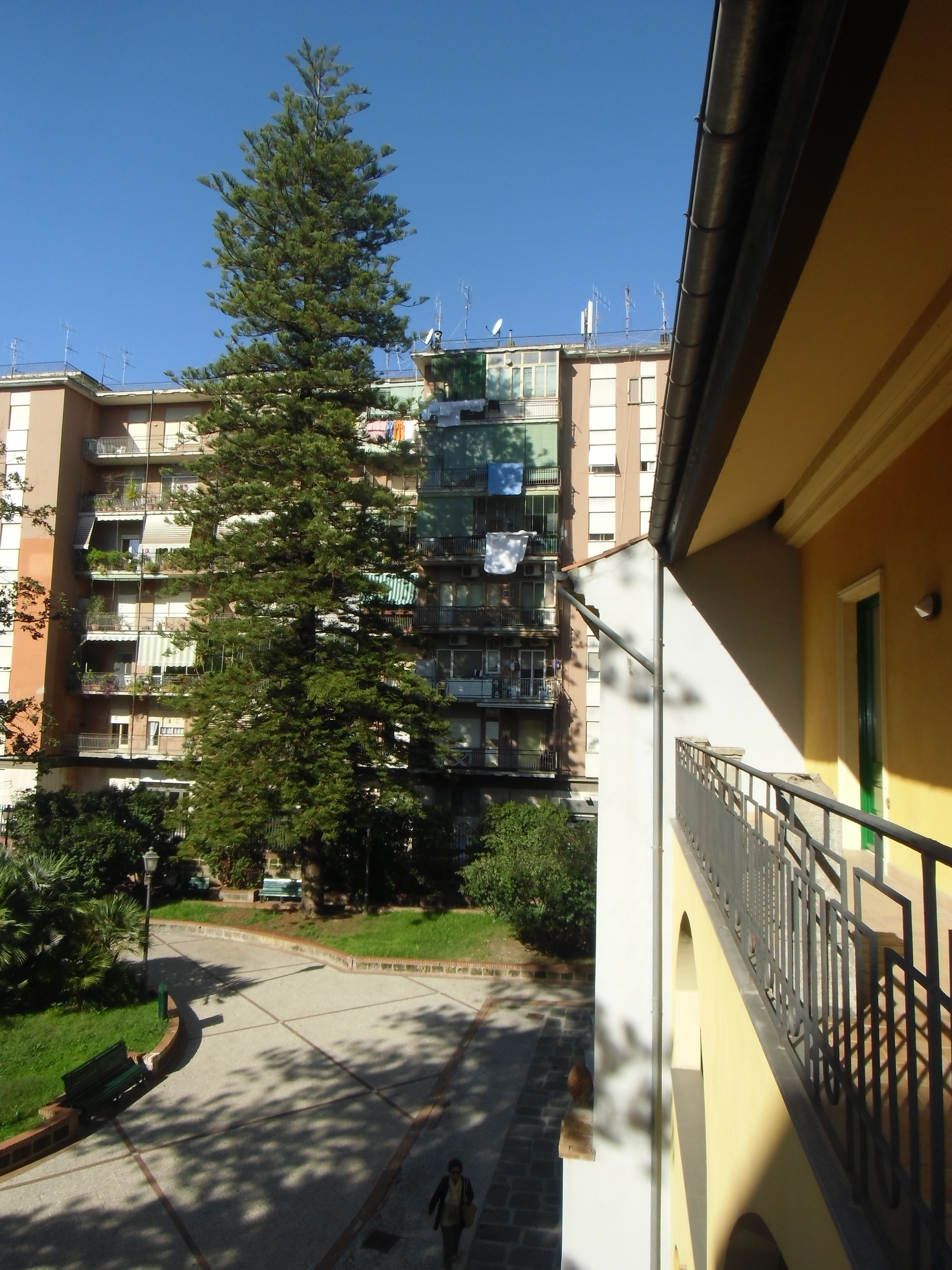
Splendida Araucaria heterophylla h.25m ca
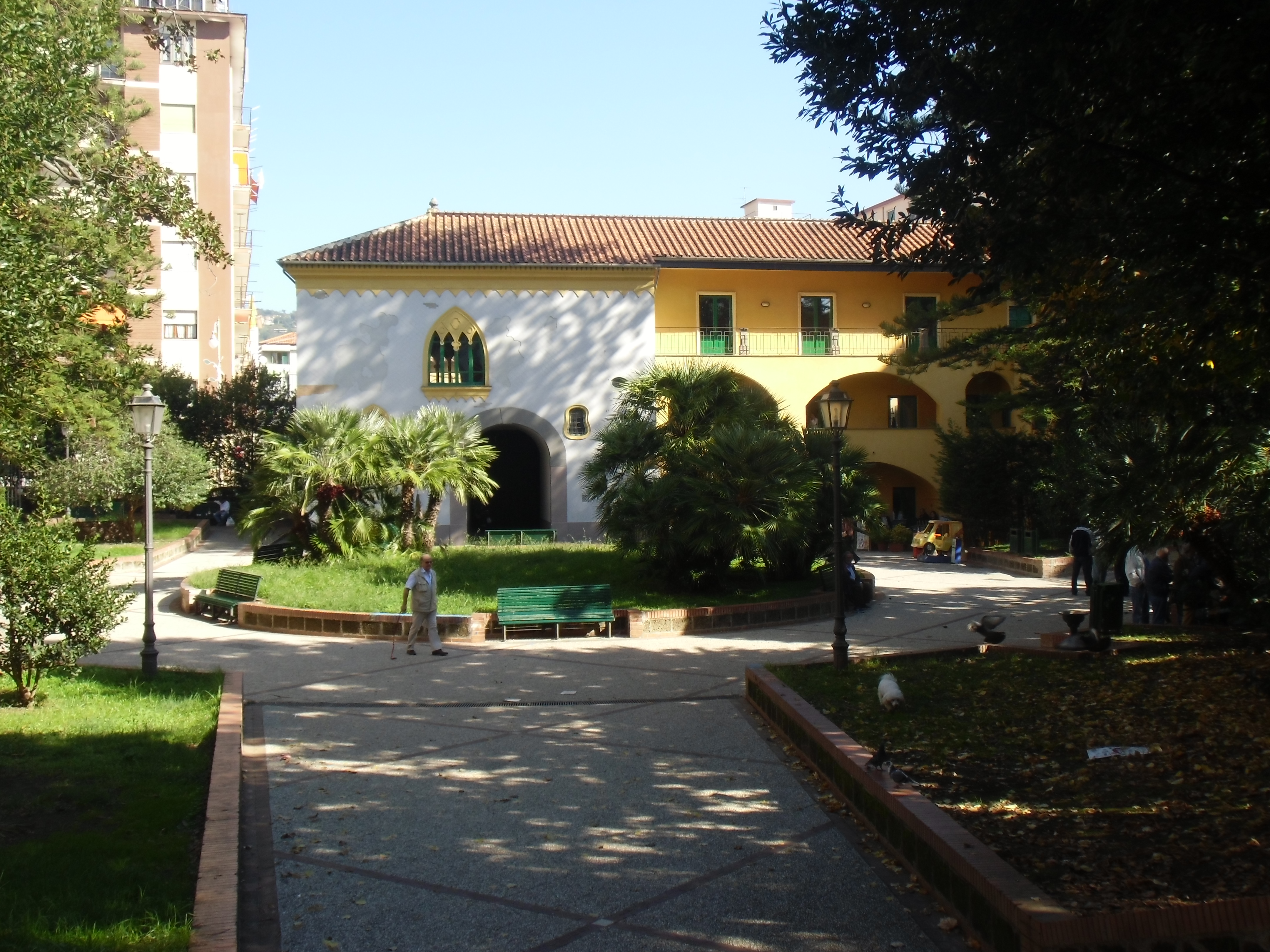
veduta dei giardini
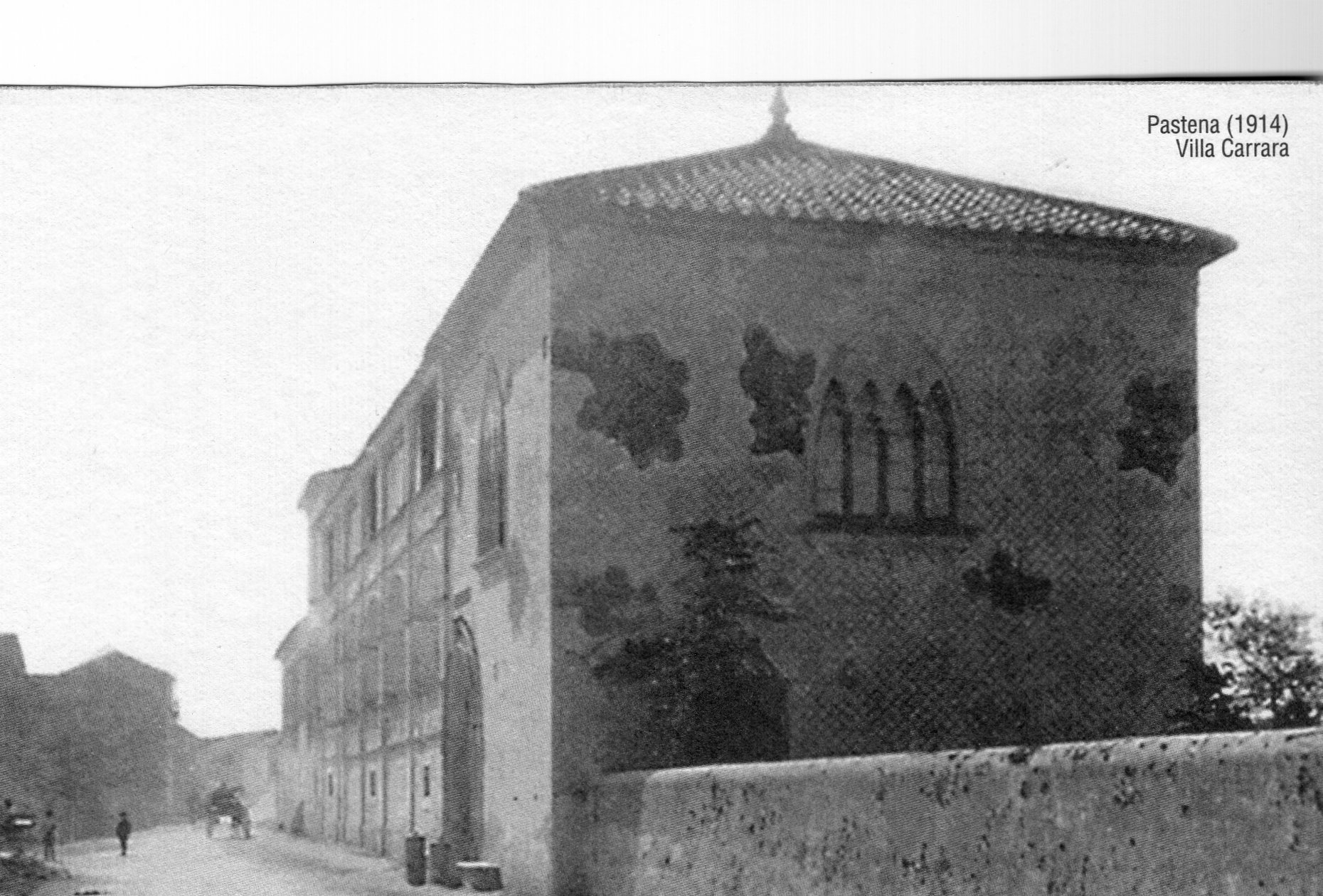
veduta della Villa Carrara anno 1914
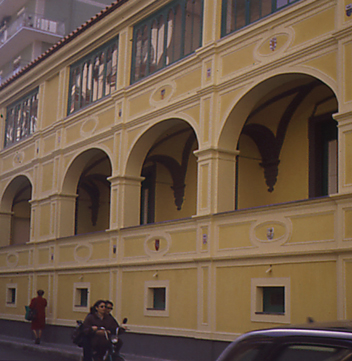
veduta dalla via Posidonia
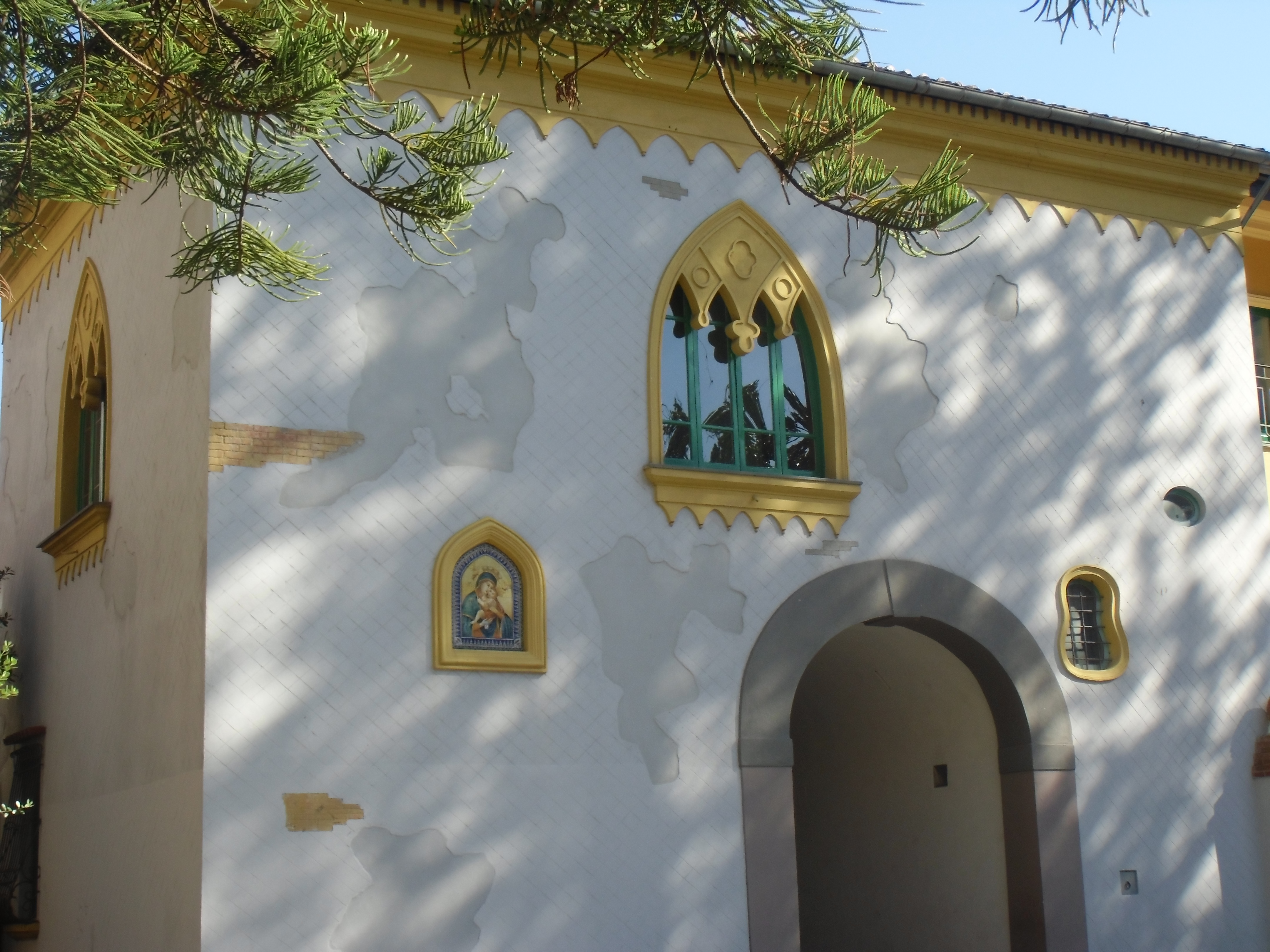
dettaglio frontale della Villa
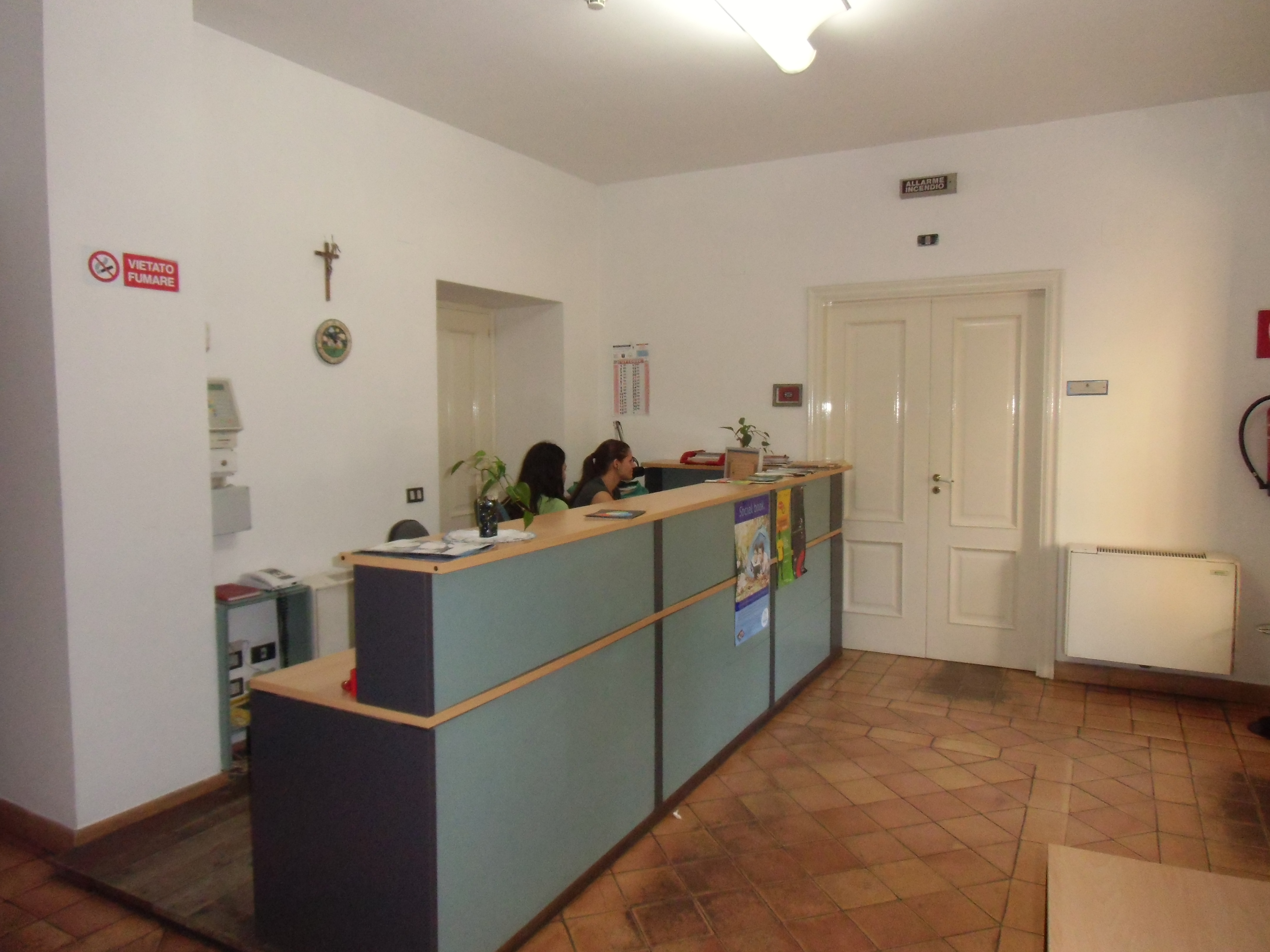
Sportelli comunali in Villa Carrara
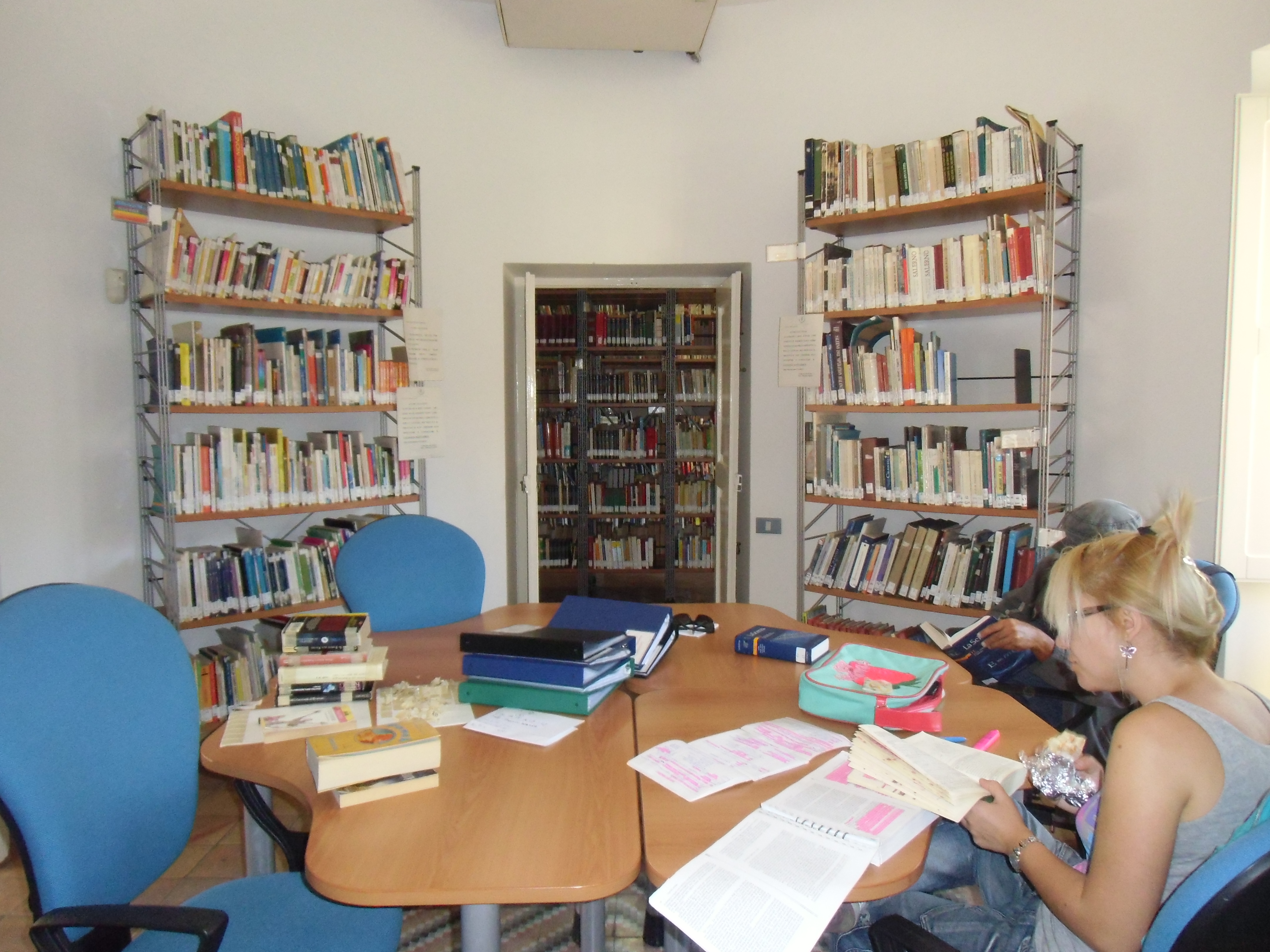
Sala lettura
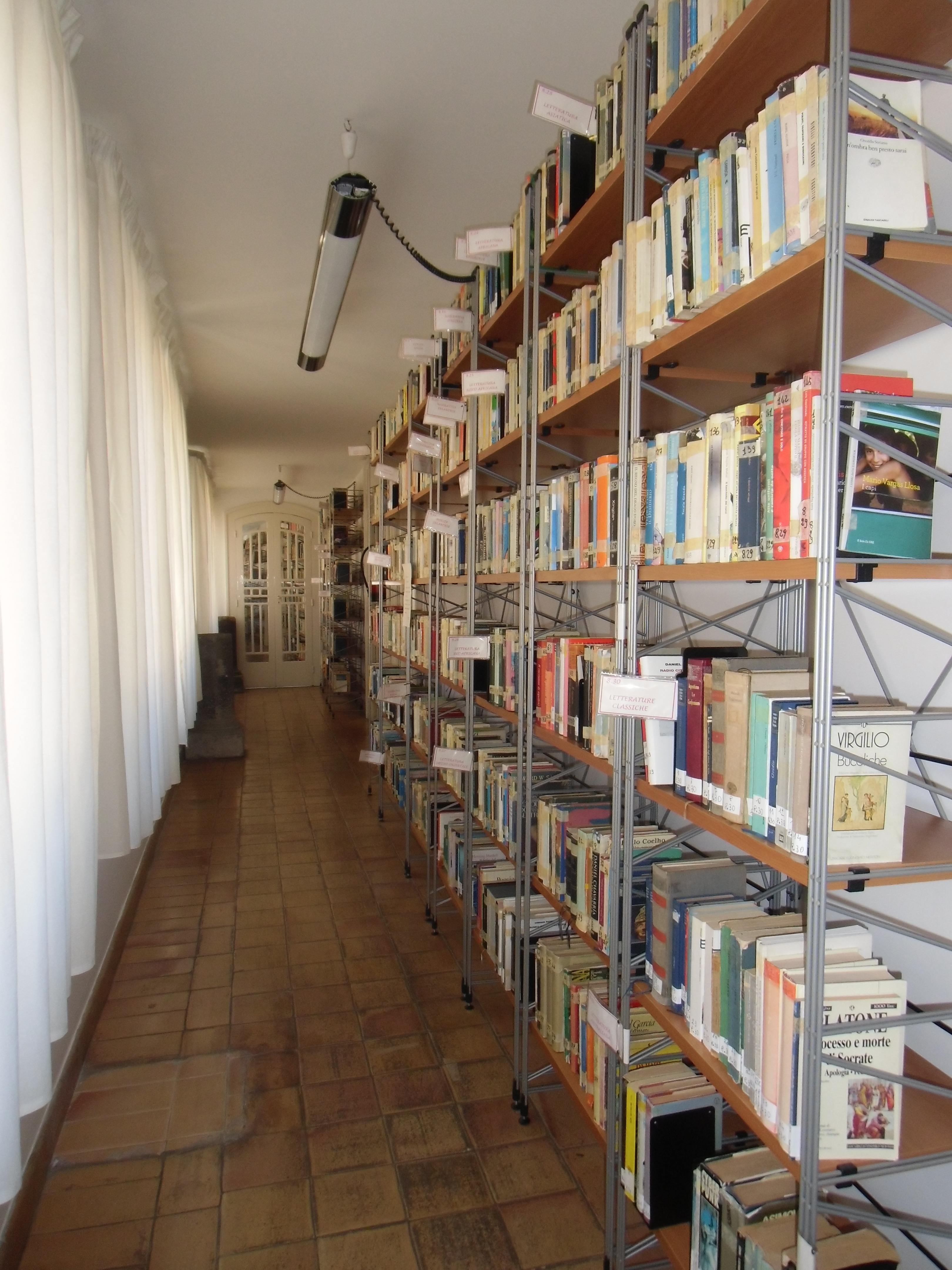
Biblioteca
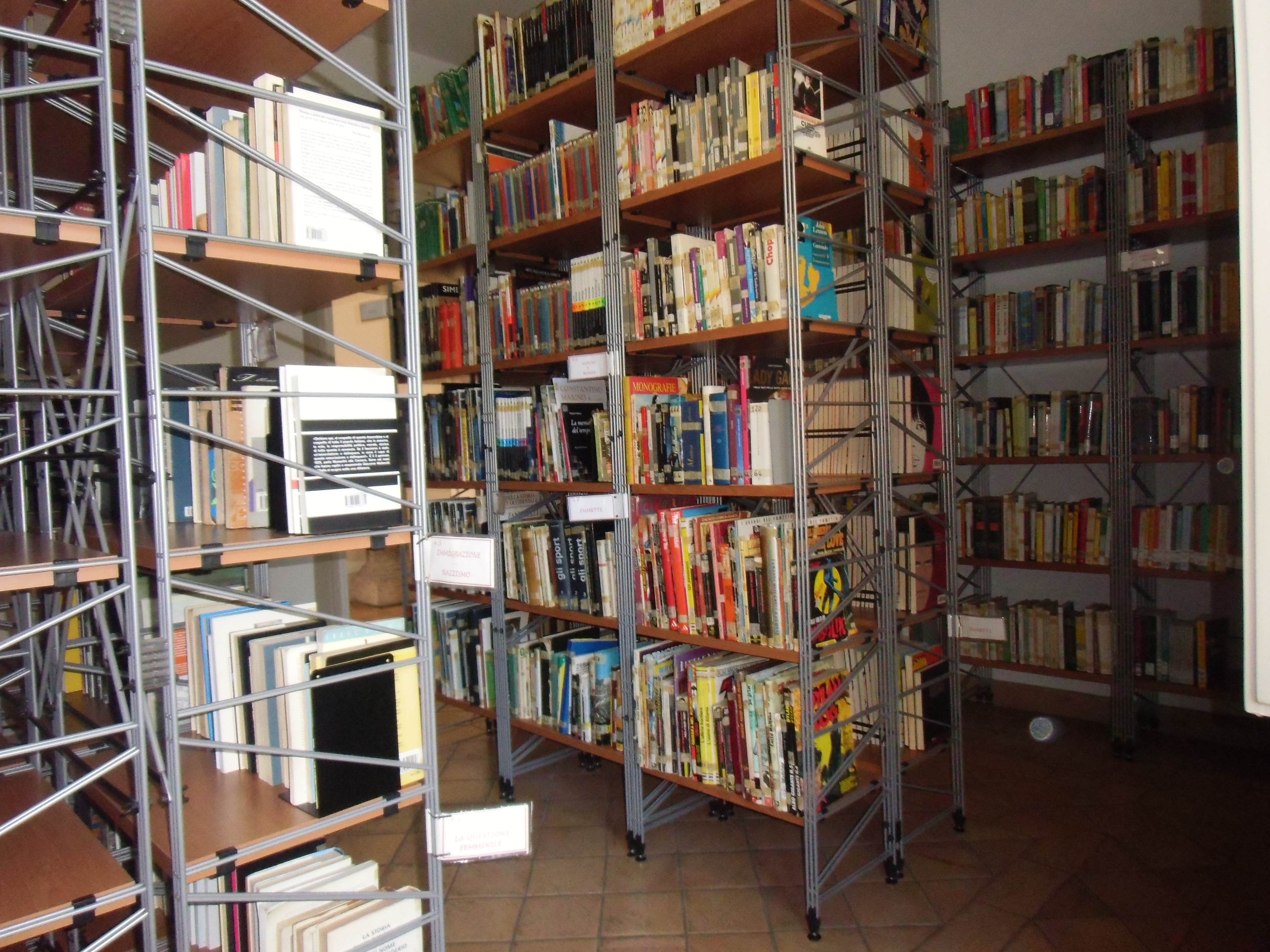
Interno Biblioteca